# Christi-Himmelfahrts-Kirche (Subotica)

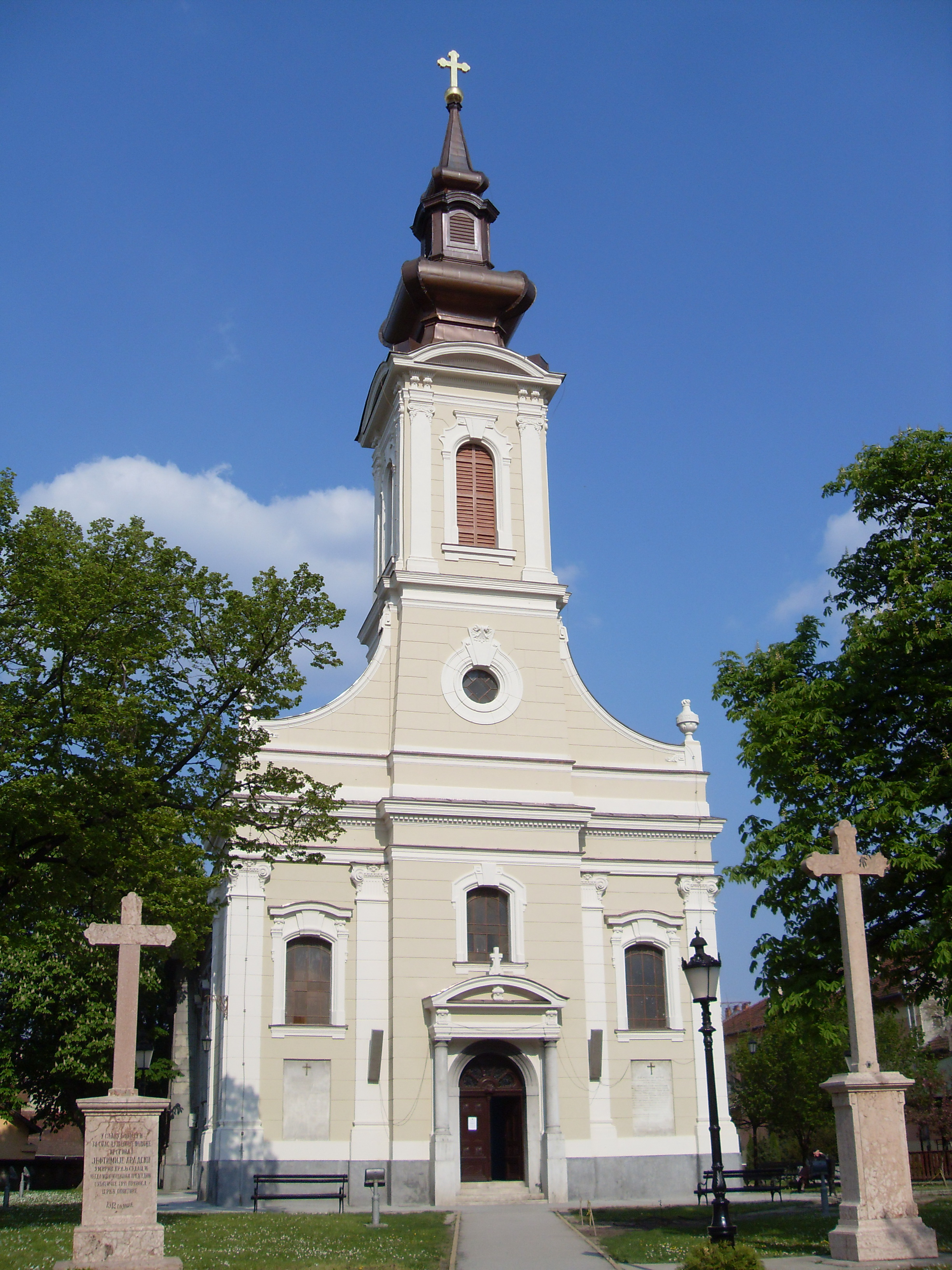
Frontalansicht der Christi-Himmelfahrts-Kirche

Die Christi-Himmelfahrts-Kirche (serbisch: Црква Вазнесења Господњег/Crkva Vaznesenja Gospodnjeg) in Subotica ist eine Serbisch-orthodoxe Kirche in der Vojvodina, Nordserbien. Die Kirche wurde von 1723 bis 1726 zur Zeit des Bischofs Sofronije (Tomašević) erbaut. 
Sie ist der Himmelfahrt Christi geweiht. Die Kirche gehört zur Eparchie Bačka der Serbisch-Orthodoxen Kirche. In Subotica stehen mehrere orthodoxe und katholische Kirchen. Die Christi-Himmelfahrts-Kirche zählt zu den ältesten Kirchen der Stadt und der heutigen Vojvodina.

## Lage
Die Kirche befindet sich im Zentrum der nordserbischen Stadt Subotica. Erbaut wurde sie an der höchsten Stelle der damaligen Altstadt. Sie liegt an der Kreuzung der Straßen Partizanska Ulica, der Pančevačka Ulica, der Ulica Matije Korvine und der Zmaj Jovina Ulica. Nahe der Kirche stehen das Rathaus, der Stadtplatz, ein Hotel, eine Grundschule, die höhere Handelsschule, ein Krankenhaus, die Universität, die Synagoge und die Franziskaner-Kirche zu Subotica.

## Geschichte und Architektur

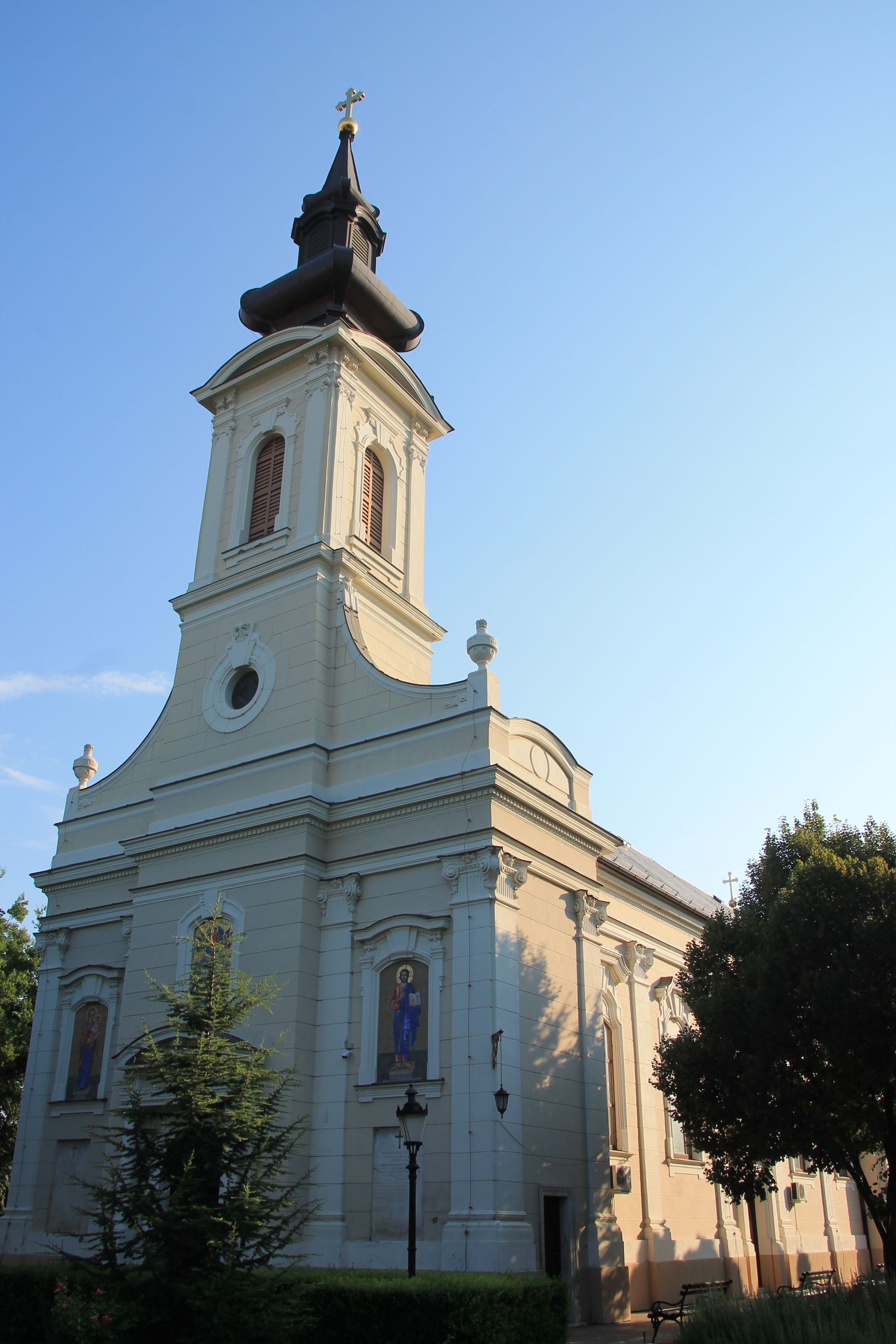
Der Kirchturm mitsamt Westfassade

### Die Christi-Himmelfahrts-Kirche im 18. und 19. Jahrhundert
Laut schriftlichen Quellen stand vor Bau der heutigen Kirche in unmittelbarer Nähe eine kleine blaue Kirche mit einem Dach aus Holzschindeln. Die alte Kirche war wie die heutige Kirche dem Patrozinium, der Himmelfahrt Christi geweiht. Auch noch 1744 wird die alte Kirche neben der neuen Kirche erwähnt. 
Die heutige Kirche aus festerem Material wurde von 1723 bis 1726 erbaut. Ktitor der Kirche war Nikola Dželebdžija, ein Viehzüchter und Viehhändler. Eine Inschrift auf der Ikonostase bezeugt, dass die alte Ikonostase der Kirche, später der kleineren serbisch-orthodoxen Kirche Hl. Großmärtyrer Dimitri im Suboticer Stadtteil Aleksandrovo geschenkt wurde. Zwei Daten waren im 18. Jahrhundert für die Kirche von Bedeutung: 1726, als nach dreijähriger Bauzeit die Kirche geweiht wurde, und 1766, als die Kirche den ersten Umbau erlebte und die Ikonostase geschnitzt sowie deren Ikonen gemalt wurden. 1804 wurde die Kirche um 11 m verlängert und um 1,50 m verbreitert.
Den prächtigen Gottesmutterthron aus dem Jahre 1785 ist ein Werk von Aksentije Marković. Ktitorin des Thrones war Jelisaveta Konstatinović, Witwe von Georgije Konstatinović. Auf dem Episkopenthron ist die Ikone des Hl. Sava von Serbien vom berühmten Maler Aleksandar Sekulić aus Zrenjanin gemalt worden, die Ikone schenkte der Kirche Stevan Sekulić.

### Umbau der Kirche 1909/1910
Die Kirche wurde mehrmals renoviert und umgebaut. Zuletzt wurde sie 1909 und 1910 unter Aufsicht des aus Budapest stammenden serbischen Architekten Mihajlo Milan Harminac tiefgreifend renoviert. Als der alte Kirchturm abgerissen wurde und ein neuer Kirchturm gebaut wurde, zudem wurde die Kirche nochmals verlängert. Auf die acht Kirchenfenster wurden mit der Technik der Glasmalerei Heiligenbilder aufgemalt. Die Glasmalerin führte die aus Innsbruck in Österreich stammende Firma Türoler Glassmalerei aus. Die Kirchenfenster wurden bei der Bombardierung der Stadt im Zweiten Weltkrieg erheblich zerstört.
Auch bekam die Kirche eine neue Ikonostase. Die Ikonostase aus dem Jahre 1910 wurde von Johannes Lukaš geschnitzt. Er malte unter Aufsicht von Paja Jovanović auch die Ikonen. Dessen Malstil kennzeichnen gedämpfte Farbtöne. Die Kosten von über 10.000 damaligen Kronen übernahm die reiche Bürgerin Marijeta Manojlović, Witwe von Aleksandar Manojlović. Durch die Umbauten, Änderungen und Modernisierungen verlor die Kirche ihren ursprünglichen Barockcharakter und bekam ihr heutiges Aussehen.

### Restaurierung 2009/2010

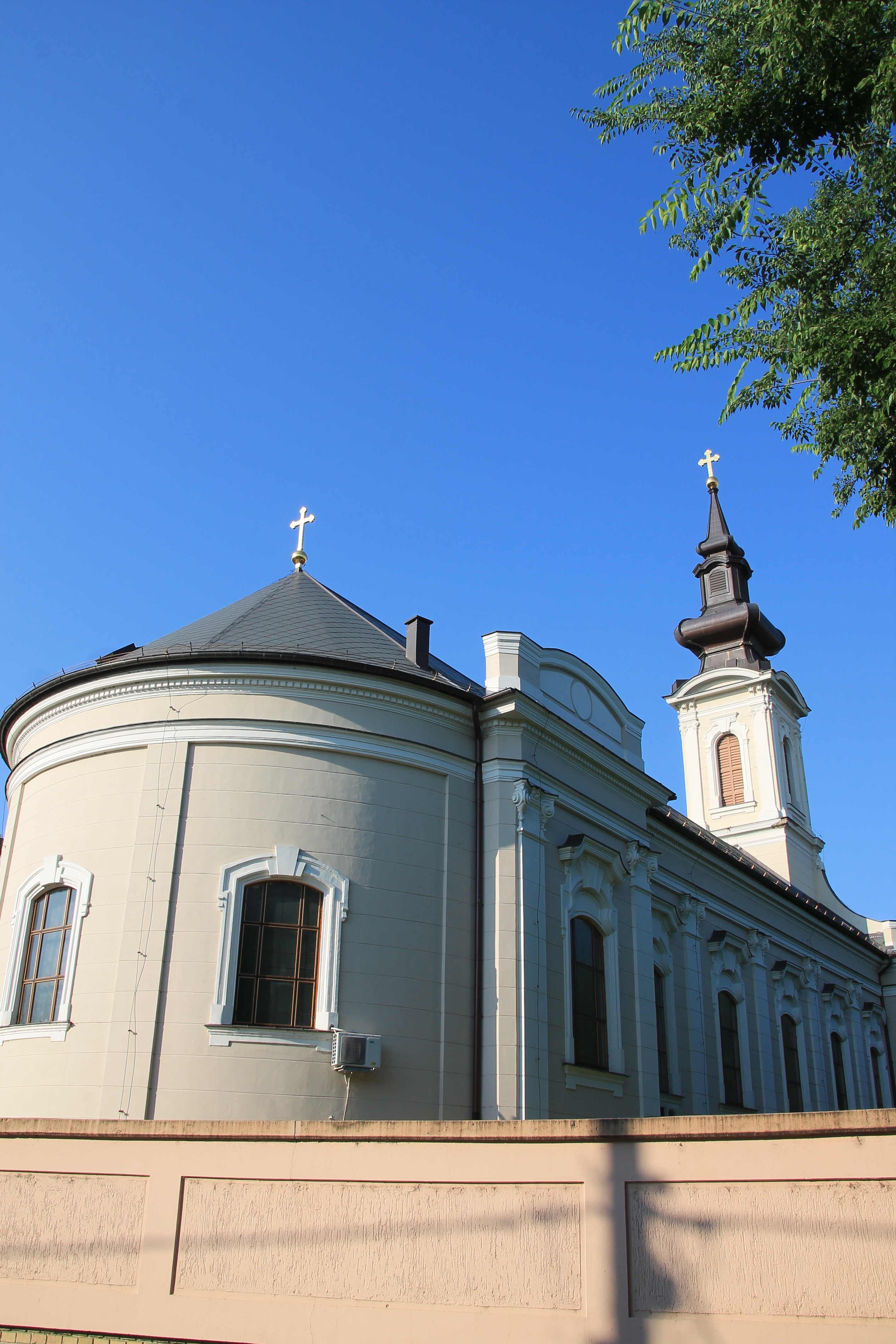
Die Ostseite der Kirche mit dem Altar

Von Oktober 2009 bis April 2010 wurden die Kirche und der Kirchturm renoviert. Dabei wurde das Kreuz vom Kirchturm abgenommen, neu vergoldet und in einer feierlichen Zeremonie am 24. April 2010 wieder an den Kirchturm gesetzt. Hunderte Gläubige waren anwesend, als der Bischof (Vladika) Porfirije von Eger das Kreuz segnete. Zuletzt wurde das Kreuz 1909 vergoldet und 1954 geringfügig restauriert. Stifter der Renovierung der Kirche und der Vergoldung des Kreuzes war Jelenko Vukićević. Die Arbeiten am Kreuz wurden in der Werkstatt von Goran Bolić, einem aus Subotica stammenden Restaurator, ausgeführt.
Heute ist die Kirche ein typisches Beispiel des neubarocken Kirchenbaustils im nördlicheren Serbien mit diskreten dekorativen Jugendstilelementen der Fassade, die für die Kirchenarchitektur der damaligen Zeit im Norden Serbiens typisch sind.

### Renovierung im November 2014
Im November und Dezember 2014 wurde das Dach der Kirche erneuert. Das älteste orthodoxe Gotteshaus der Stadt bekam ein neues Kupferdach. Die Kosten übernahmen die Serbisch-orthodoxe Kirchengemeinde und die Stadt Subotica. Nach der Erneuerung des Daches, soll die Fassade der Kirche im Frühjahr 2015 renoviert werden. Die Kosten von fünf Millionen serbischen Dinaren wird derzeit gesammelt.